# Андріана Кучер
Андріана Кучер (нар. 12 грудня 1992, Ужгород) — українська журналістка, радіоведуча і телеведуча. 
Народилася 12 грудня 1992 року в Ужгороді Закарпатської області. Закінчила школу в місті Дрогобич Львівської області. За освітою тележурналістка, закінчила Київський національний університет імені Тараса Шевченка та Київський національний університет культури і мистецтв.
2013 року ще під час навчання працювала на «Львівському радіо», взяла участь у проєкті «Єдина країна». Працювала на місцевому телеканалі КДРТРК. З березня по вересень 2015 року працювала на телеканалі ПравдаТУТ. З 2015 року працювала на телеканалі NewsOne. 
З 2018 року працювала на телеканалі ZIK, але в червні 2019 року, після захоплення контролю над каналом ZIK Віктором Медведчуком, разом з іншими патріотичними журналістами залишила ZIK, а також підписала звернення до громадськості про «окупацію медійного простору України Росією». З 19 листопада 2020 року працює на «24 телеканалі». Має авторський YouTube-канал. 
У серпні 2024 відвідала Курську область. 

## Особисте життя
Неодружена, дітей не має. Займається йогою. 